# Friuli Isonzo Pinot bianco spumante
Il Friuli Isonzo Pinot Bianco spumante è un vino DOC la cui produzione è consentita nella provincia di Gorizia.

## Caratteristiche organolettiche
- colore: paglierino chiaro o leggermente dorato.
- odore: profumo delicato, caratteristico, gradevole.
- sapore: asciutto, vellutato, morbido, armonico, gradevole.

## Produzione
Provincia, stagione, volume in ettolitri
- nessun dato disponibile